# Maurycy Dzieduszycki
Maurycy Ignacy Aleksander Dzieduszycki, pseud. M.J.A. Rychcicki (ur. 10 lutego 1813 w Rychcicach, zm. 22 kwietnia 1877 we Lwowie) – historyk polski, pisarz, wicekurator Zakładu Narodowego im. Ossolińskich we Lwowie, członek Polskiej Akademii Umiejętności. Hrabia, ziemianin, szambelan austriacki od 1855.

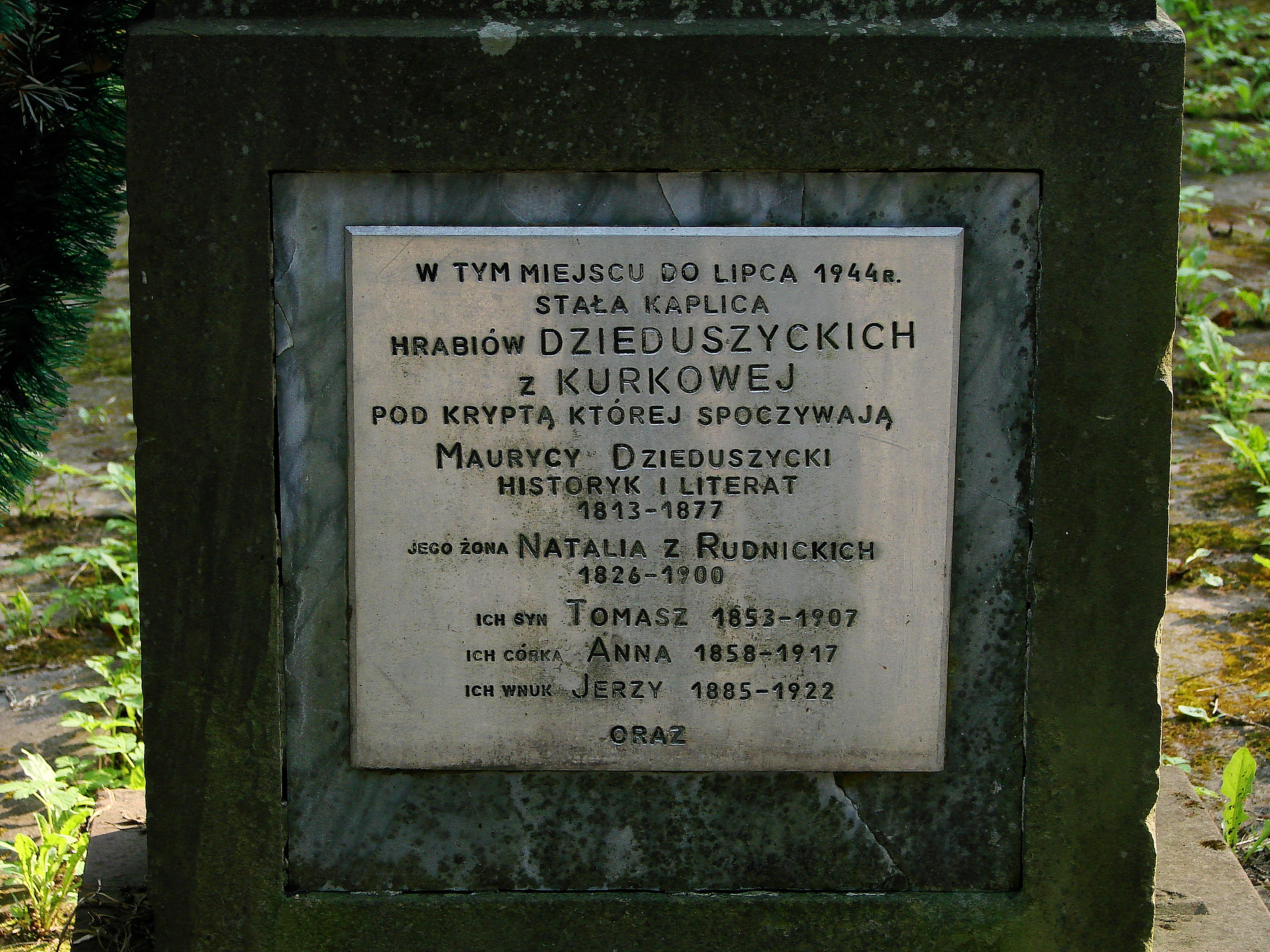
Upamiętnienie istnienia kaplicy Dzieduszyckich na Cmentarzu Łyczakowskim we Lwowie

## Życiorys
Pochodził z arystokratycznego rodu, był synem Ludwika (szambelana austriackiego, porucznika wojsk inżynieryjnych) i Domiceli Moniki z Bielskich, wnukiem Waleriana (agenta Kościuszki w czasie powstania 1794), prawnukiem Tadeusza (cześnika wielkiego koronnego). Kształcił się w szkole elementarnej ojców bazylianów w Drohobyczu, gimnazjum w Czerniowcach, Gimnazjum jezuitów w Tarnopolu; w latach 1832–1836 studiował prawo na Uniwersytecie Lwowskim. W młodości wiele podróżował po Galicji. Po ukończeniu studiów podjął pracę w cyrkule w Bochni, w 1840 w cyrkule (od 1850 powiecie) lwowskim. W latach 1851–1869 pełnił funkcję wicekuratora Zakładu Narodowego im. Ossolińskich; uregulował sprawy finansowe, uporządkował administrację, doprowadził do przebudowania gmachu. Udało mu się zatrudnić w Zakładzie Ossolińskich m.in. Augusta Bielowskiego, Karola Szajnochę i Franciszka Ksawerego Godebskiego. Jako gorliwy katolik przeprowadził podporządkowanie Biblioteki Zakładu rzymskiemu indeksowi ksiąg zakazanych.
W 1847 był członkiem Stanów Galicyjskich, w 1854 otrzymał godność radcy namiestnictwa w Wiedniu; był ponadto podkomorzym i radcą dworu (1855). Od 1876 sprawował mandat poselski na Sejm Galicyjski z obwodu stryjskiego. W 1856 założył we Lwowie pierwszy galicyjski zakład karno-poprawczy dla kobiet. Cieszył się opinią człowieka bardzo dowcipnego. W 1873 został członkiem czynnym AU, w 1875 członkiem czynnym Krakowskiego Towarzystwa Naukowego; w 1859 otrzymał tytuł członka honorowego Sekcji Historyczno-Statystycznej Towarzystwa Morawsko-Śląskiego do Krzewienia Rolnictwa i Badania Przyrody Kraju. Był odznaczony m.in. Krzyżem Komandorskim papieskiego Orderu Św. Grzegorza (1859), Krzyżem Kawalerskim Orderu Leopolda, Krzyżem Kawalerskim Orderu Żelaznej Korony.
Był autorem prac filozoficznych, utworów poetyckich i prozatorskich. Ceniono go jako historyka amatora, ale spotykał się z zarzutami pisania z pozycji wyłącznie konserwatywnych i klerykalnych. W obszernej pracy Zbigniew Oleśnicki (1853-1854) przedstawił syntezę dziejów Polski XV wieku. Wykazywał polskie tradycje ziemi oświęcimskiej, określając roszczenia niemieckie do tego terytorium jako bezpodstawne. Interesował się dziejami Kościoła katolickiego w Szwecji oraz historią własnej rodziny. Opracował „Mapę Palestyny” (1862), rozpoczął prace nad II wydaniem Słownika języka polskiego Lindego. Rozpatrywał dzieje Polski z punktu widzenia ultramontańskiego.
W styczniu 1856 sprzedał Andrzejowi Cywińskiemu dobra ziemskie Płotycza wraz z przysiółkiem Budyłówka w obwodzie brzeżańskim.
Został pochowany w kaplicy rodowej na Cmentarzu Łyczakowskim we Lwowie, w 1944 zniszczonej przez pocisk artyleryjski.

## Rodzina
W 1840 r. poślubił Karolinę Zagórską. Miał z nią ośmioro dzieci: Anielę, Augusta Piusa (1844-1922), Karola (1847-1902), Maurycego (ożenionego z Marią Doschot), Domicellę (zakonnicę we Lwowie), Franciszka Ksawerego (zm. 1896), Andrzeja (1853-1906) i Tomasza (1854-1907). Drugą jego żoną była Natalia Rudnicka herbu Lis (1825-1900). Potomstwem z tego związku byli: Anna Natalia (1860-1944), Klemens Dzieduszycki (1856-1923) oraz Natalia (1862-1876).

## Dorobek (częściowy)
- szkice filozoficzne Ojczyzna (1867), Nieprzeliczeni (1877)
- Powieść z dawnych czasów (1868)[7]
- komedia Mandat poselski (1871)
- poemat Pieśń o dziejach polskich (1873)[8]
- rozprawa filozoficzno-moralna Samobójstwo (1876)[9]
- prace historyczne:
  - Krótki rys dziejów i spraw lisowczyków (1843-1844, 2 tomy)[10][11]
  - Tadeusz Dzieduszycki i początki konfederacji barskiej (1843)
  - Piotr Skarga i jego wiek (1850, 2 tomy)[12][13]
  - Zbigniew Oleśnicki (1853)—(1854), 2 t.)[14][15]
  - Opinia publiczna (1856)
  - Dążności moralne teatru (1859)
  - Kronika domowa Dzieduszyckich (1865)[16]
  - Święty Stanisław, biskup krakowski, wobec dzisiejszej dziejowej krytyki (1865)[17]
  - Żywot Wacława Hieronima Sierakowskiego, arcybiskupa lwowskiego (1868)[18]
  - Dwie polityczne unie, kolmarska i lubelska (1873)
  - Dni, nocy, godziny (Lwów 1874)[19]
- wiersze, baśnie, artykuły popularnonaukowe
- przekłady:
  - Hymn o Św. Krzyżu z mszału łacińskiego (1854)